# Damien Éloi
Damien Éloi est un joueur de tennis de table français, né le 4 juillet 1969 à Vire  (Calvados).
Il est à deux reprises médaillé de bronze en double des championnats du monde avec Jean-Philippe Gatien, en 1995 et 1997.
Six fois médaillé d'argent aux championnats de France en simple, il remporte le titre en 2004 à Laval. En double, il remporte aussi une fois le titre national avec Christophe Legoût en 2000 à Dijon.

## Biographie
Il découvre ce sport en vacances à l'âge de 7 ans. De retour à la maison, il demande à ses parents de l'inscrire au club de Vire. Son ascension est alors fulgurante et il devient Champion du Calvados en catégorie benjamins. Puis il rejoint les rangs de l'équipe de France cadets en 1984.
En club, il accède à la Super-division sous les couleurs de l'AS Pontoise-Cergy TT. Après trois saisons dans le club francilien, il connaît ses plus belles émotions au Caen TTC, club cher à son cœur avec lequel il devient Champion d'Europe en 1999. Il rejoint par la suite le club de Levallois SC TT. 
Il a figuré pendant 10 ans dans le top 30 mondial. Doté d'un jeu extrêmement agressif et vif, il est parfois victime d'erreurs de concentration dues à son caractère explosif. Mais lorsque son jeu spectaculaire se met en place, il peut donner le tournis à ses adversaires les plus coriaces.
Il décroche en 2004 son premier titre de Champion de France, après lequel il courait depuis une dizaine d'années. Il est finaliste en 2009 en s'inclinant contre Emmanuel Lebesson qui a 19 ans de moins que lui, puis de nouveau finaliste malheureux en 2012 contre Tristan Flore (encore junior et de 26 ans plus jeune).
Au mois de janvier 2009, le président de Chartres ASTT annonce que Damien Éloi jouera sous les couleurs du club eurélien les deux prochaines saisons (2009-2010 et 2010-2011) avec l'ambition de monter en Pro-A en comptant sur l'expérience de Damien.
À la fin de la saison 2014-2015, son contrat avec l'ASTT Chartres n'est pas prolongé.
En juin 2017, Damien Éloi est recruté par le club de Thorigné-Fouillard, alors en Nationale 1. Toutefois, Éloi, déjà licencié au TTC GW Bad Hamm qui évolue en deuxième division allemande, doit attendre que le championnat allemand soit terminé pour jouer avec le TFTT, soit au moment d'éventuels playoffs . L'équipe bretillienne parvient à les atteindre et, à l'occasion de cette phase finale du championnat de France qui regroupe les vainqueurs des quatre groupes de N1, les Thoréfoléens battent successivement Issy-les-Moulineaux (8-1), Nice (8-5) puis Amiens (8-5), validant ainsi leur billet pour accéder à la Pro B.

## Palmarès
2012
- Vice-champion de France en simple à Nantes

2011
- Vainqueur de l'ETTU Cup avec Chartres

2009
- Médaillé de bronze en double avec Emmanuel Lebesson à Stuttgart lors du Championnat d'Europe de tennis de table 2009
- Vice-champion de France en simple à Dreux.

2008
- Qualifié aux Jeux Olympiques de Pékin

2004
- Champion de France en simple à Laval.
- Vainqueur de la Coupe d'Europe Nancy-Evans avec Levallois

2003
- Vice-Champion de France en simple à Mulhouse.
- Médaille de bronze en double mixte (Anne-Claire Palut) aux Championnats d’Europe à Courmayeur (Italie).

2002
- Médaille de bronze Top 12 Européen à Rotterdam.
- Médaille d’argent double (Patrick Chila) aux Internationaux d’Égypte.
- Médaille de bronze (Patrick Chila) aux Championnats de France à Rennes.
- Médaille de bronze (Patrick Chila) en Double Messieurs aux Championnats d'Europe à Zagreb.
- Médaille de bronze par équipes aux Championnats d'Europe à Zagreb.

2001
- Médaille d'argent en double Messieurs (Christophe Legoût) aux Championnats de France à Agen.
- Médaille de bronze en simple aux Championnats de France à Agen.
- Médaillé de bronze en double Messieurs (D.Quentel) aux Jeux Méditerranéens à Tunis.
- Médaillé d'or en simple Messieurs aux Jeux Méditerranéens à Tunis.
- Médaillé de bronze en double Messieurs (Patrick Chila) aux Internationaux du Japon à Kōbe.

2000
- Médaille d'or en double (Christophe Legoût) aux Championnats de France à Dijon.
- Médaille de bronze en simple aux Championnats de France à Dijon.
- Médaille de bronze en double (Christophe Legoût) aux Internationaux de France à Toulouse.
- Finaliste Olympique (5e, éliminé par les futurs Champions Olympiques) en double Messieurs (Christophe Legoût).

1999
- Vainqueur de la 1re Ligue de Champions avec le Caen TTC.
- Médaille d'argent en double Messieurs (Christophe Legoût) aux Internationaux d'Allemagne.
- Médaille de bronze en simple Messieurs aux Internationaux d'Allemagne.

1998
- Vainqueur de la Ligue Européenne Joola Messieurs Super Division.
- Champion d'Europe par équipes à Eindhoven (Pays-Bas).
- Vice-champion de France en simples Messieurs à Amiens.
- Médaille de bronze en double Messieurs (Jean-Philippe Gatien) aux Internationaux de Malaisie.
- Médaille d'argent double Messieurs (Christophe Legoût) aux Internationaux de Yougoslavie.
- Médaille d'or en simple Messieurs aux Internationaux de Suède.

1997
- Médaille d'argent en double Messieurs aux Internationaux du Qatar.
- Médaille d'argent par équipe Messieurs aux Championnats du Monde à Manchester.
- Médaille de bronze en double Messieurs (Jean-Philippe Gatien) aux Championnats du Monde à Manchester.
- Médaille de bronze en double Messieurs aux Internationaux de Yougoslavie.

1996
- Vice-Champion d'Europe par équipes aux Championnats d'Europe à Bratislava.
- Vainqueur de la Coupe d'Europe des Nations à Bayreuth (Allemagne).
- Médaille de bronze aux Championnats de France en double Messieurs (Armand Phung).

1995
- Médaille d'or en simple aux Internationaux d'Angleterre.
- Médaille d'or en double Messieurs (avec Christophe Legoût) aux Internationaux d'Angleterre.
- Médaille d'argent en simple Messieurs aux Championnats de France à Cholet.
- Médaille de bronze en double Messieurs aux Championnats du Monde à Tianjin (Chine).
- Médaille de bronze par équipes aux Championnats du Monde à Tianjin (Chine).
- Médaille d'or en double Messieurs (avec Jean-Philippe Gatien) aux Internationaux de France à Villeurbanne.

1994
- Médaille d'argent par équipes en Coupe d'Europe des Nations à Karlskrona (Allemagne).
- Champion d'Europe par équipes aux Championnats d'Europe à Birmingham.

1993
- Médaille de bronze en simple aux Jeux Méditerranéens à Mèze (France).
- Médaille de bronze en double Messieurs aux Jeux Méditerranéens à Mèze (France).

1992
- Médaille d'argent par équipes en Coupe d'Europe des Nations.
- Médaille de bronze par équipes aux Championnats d'Europe.
- Champion du Monde Universitaire en Simple Messieurs.
- Champion du Monde Universitaire par équipes.
- Médaille de Bronze en double Messieurs aux Championnats du Monde Universitaire.

1991
- Médaille d'argent au Top 12 National.
- Médaille d'or par équipes aux Internationaux de Pologne.
- Médaille d'argent en double Messieurs aux Internationaux de Pologne.
- Médaille de bronze en Coupe du Monde par équipes à Barcelone.
- Médaille d'argent par équipes aux Internationaux de Hongrie.

1990
- Médaille de bronze par équipes aux Internationaux d'Angleterre.
- Champion de France en double mixte (associé à Sandrine Derrien)
- Médaille d'or en double aux Internationaux de Bulgarie.
- Médaille d'or en double mixte aux Internationaux de Bulgarie.

## Parcours en club
- Depuis 2016, Boulogne-Billancourt AC, Pro B
- 2015-16, Issy-les-Moulineaux, Pro B
- 2009 à 2015 : ASTT Chartres
- 1999/00 à 2008/09 : Levallois SC TT
- Caen TTC
- 3 ans à l'AS Pontoise-Cergy TT